# Old Brownsboro Place
Old Brownsboro Place – miasto w Stanach Zjednoczonych, w stanie Kentucky, w hrabstwie Jefferson.